# 에리크 10세

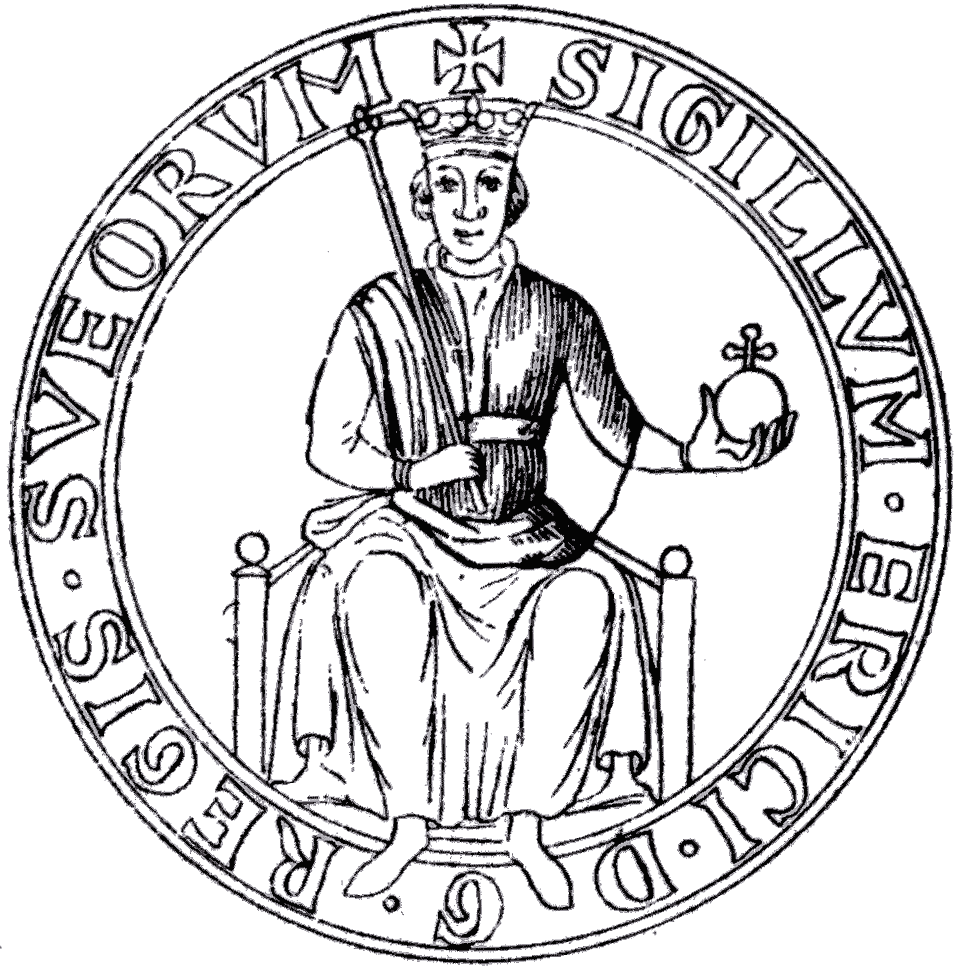
에리크 10세의 인장

에리크 10세(스웨덴어: Erik X, 1180년경 ~ 1216년 4월 10일) 또는 에리크 크누트손(스웨덴어: Erik Knutsson, 고대 노르드어: Eiríkr Knútsson)은 스웨덴의 국왕(재위: 1208년 ~ 1216년)이다. 에리크가 출신이며 구세주 에리크(스웨덴어: Erik som överlevde 에리크 솜 외벨레브데[*])라는 별칭으로 부르기도 한다.

## 생애
크누트 1세(Knut I, 크누트 에릭손(Knut Eriksson))의 아들로 태어났다. 그의 어머니가 누구인지는 알려져 있지 않지만 세실리아 요한스도테르(Cecilia Johansdotter)로 추정된다.
1208년 1월 레나(Lena) 전투에서 덴마크의 지원을 받은 스베르케르가(Sverker) 출신의 스베르케르 2세(Sverker II, 스베르케르 칼손(Sverker Karlsson)) 국왕을 물리치고 스웨덴의 국왕으로 즉위했다. 1210년에는 덴마크의 발데마르 1세 국왕의 딸인 리헤자(Richeza)와 결혼했다. 그의 자녀 중에는 스웨덴의 귀족인 비르예르 얄(Birger Jarl)의 아내인 잉에보리 에릭스도테르(Ingeborg Eriksdotter), 스웨덴의 에리크 11세 국왕인 에리크 에릭손(Erik Eriksson)이 있다.
1216년 비싱쇠 섬(Visingsö)의 네스 성(Näs)에서 사망했으며 그의 시신은 바른헴(Varnhem) 수도원에 안치되었다. 그의 왕위는 스베르케르가 출신의 요한 스베르케르손(Johan Sverkersson), 요한 1세)가 승계받았다.

## 사진

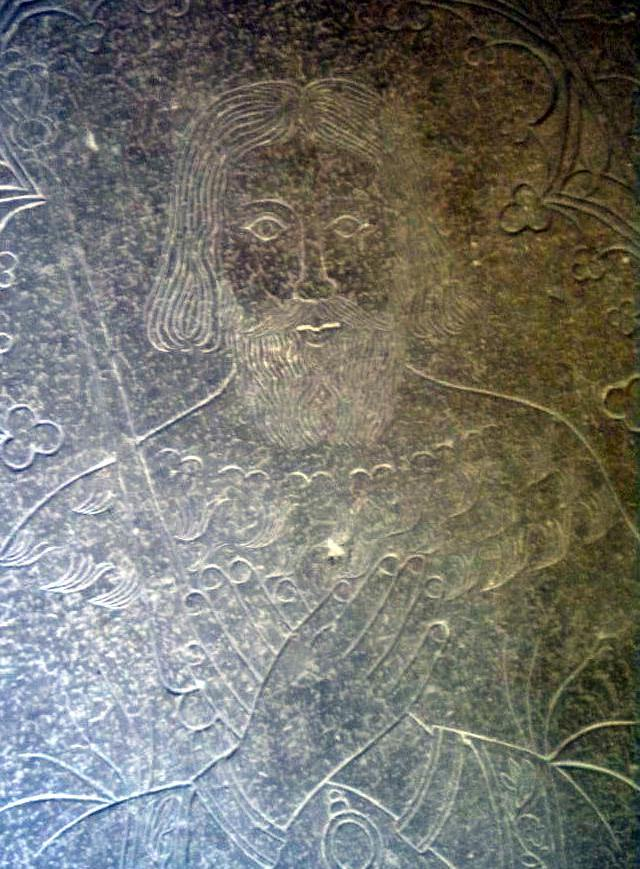
에리크 10세의 무덤에 묘사된 에리크 10세

| 전임 스베르케르 2세 | 스웨덴의 국왕 1208년 ~ 1216년 | 후임 요한 1세 |